# Johann Dientzenhofer

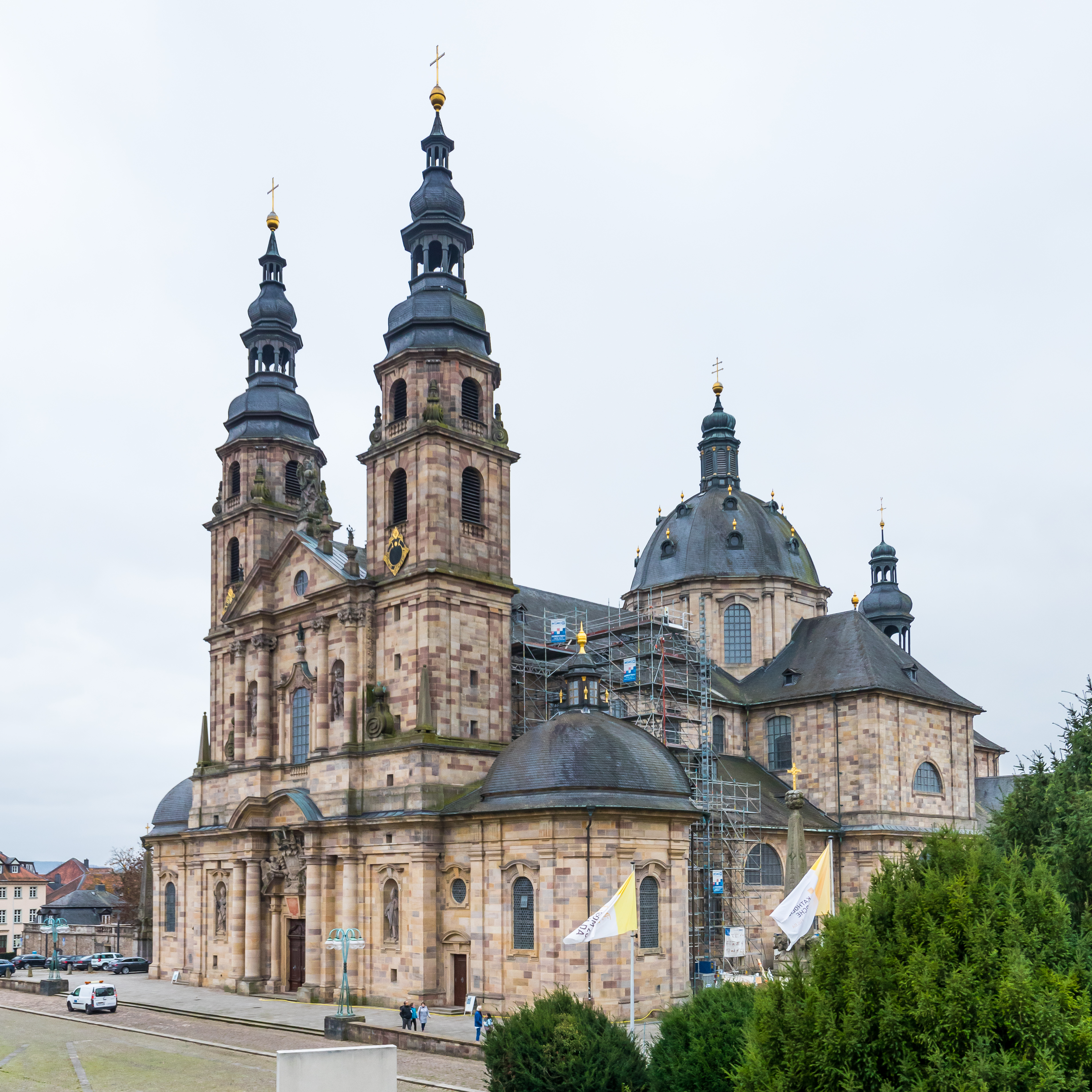
Katedra Świętego Zbawiciela i św. Sebastiana w Fuldzie

Johann Dientzenhofer (ur. 25 maja 1663 w St. Margarethen w Bawarii, zm. 20 lipca 1726 w Bambergu) – niemiecki architekt barokowy, budowniczy katedry Świętego Zbawiciela i św. Sebastiana w Fuldzie i pałacu Weißenstein w Pommersfelden.

## Życiorys
Johann Dientzenhofer urodził się 25 maja 1663 roku w St. Margarethen w Bawarii. Jako młodzieniec przybył z braćmi do Pragi, gdzie uczył się architektury u tamtejszych mistrzów – możliwe, że nauki pobierał u Jeana Baptisty Matheya (1630–1695) i Abrahama Leuthnera (1639–1701). Jego bracia Georg (1643–1689), Wolfgang (1648–1706), Christoph (1655–1722) i Leonard (1660–1707) również zostali architektami.
W 1698 roku pomagał bratu Leonardowi przy budowie klasztoru Michelsberg w Bambergu. Po pobycie we Włoszech, w 1700 roku został budowniczym katedry w Fuldzie. W latach 1707–1713 zbudował pałac dla księcia-opata w Fuldzie.
W 1711 roku został nadwornym architektem księcia-biskupa Bambergu Lothara Franza von Schönborna (1655–1729). Wówczas zetknął się z wiedeńskimi pracami Johanna Lucasa von Hildebrandta (1668–1745) i Maximilliana von Welscha (1671–1745). W latach 1711–1716 zbudował dla Schönborna Pałac Weißenstein w Pommersfelden, konsultując projekt z Hildebrandtem. W latach 1710–1718 wzniósł klasztor Banz i kościół przyklasztorny. W latach 1720–1723, z rekomendacji Schönborna, pracował przy budowie rezydencji w Würzburgu.
Zmarł 20 lipca 1726 roku w Bambergu.